# Jiřina Čermáková
Jiřina Čermáková, née le 17 novembre 1944 à Prague et morte le 17 novembre 2019, est une joueuse tchécoslovaque de hockey sur gazon.

## Biographie
Jiřina Čermáková fait partie de l'équipe nationale tchécoslovaque médaillée d'argent aux Jeux olympiques d'été de 1980 à Moscou.